# Ka-Bar
Ka-Bar (USMС Mark II) — боевой нож.
Нож был разработан и производился американской компанией Tidioute Cutlery Company. Принят на вооружение в 1942 году корпусом морской пехоты и ВМС США. В годы Второй мировой войны различными фирмами было произведено около 1 500 000 ножей. Использовался во время Корейской и Вьетнамской войн.
Является как боевым, так и многофункциональным ножом.

## Общие характеристики
Клинок однолезвийный, с фальшлезвием на обухе. Ножны — кожаные.
- Общая длина: 308 мм.
- Длина клинка: 177 мм.

## Упоминание в искусстве
- Этим ножом пользуется выброшенный на берег японского острова капрал Аллисон, персонаж фильма режиссёра Джона Хьюстона «Бог знает, мистер Аллисон» (1957)[1][нет в источнике].
- В кинофильме «Страх и ненависть в Лас-Вегасе» 1998 года доктор Гонзо (Бенисио дель Торо) в некоторых сценах размахивает именно этим ножом[источник не указан 4111 дней].
- Используется киллером в фильме «Ночной рейс»[источник не указан 4011 дней].
- В сериале «В поле зрения» во втором сезоне в 17 серии этим ножом убивают шерифа. Так как нож специфический, он позволяет достаточно однозначно определить своего хозяина[источник не указан 4111 дней].
- В сериале «Сыны Анархии» таким ножом пользуется главный герой — Джексон «Джэкс» Теллер[источник не указан 4299 дней].
- Герои комиксов Marvel Дэдпул (Deadpool) и Каратель (Punisher) используют ножи данного типа[источник не указан 3479 дней].
- В кинофильме «Конг: Остров черепа» майор Джек Чапмен этим ножом приколол к дереву свое недописанное письмо сыну[источник не указан 2512 дней].
- В последнем (четвертом) сезоне видеоигры "The Walking Dead: The Final Season" 2018 года относящейся к вселенной Ходячие мертвецы (франшиза) главная героиня - Клементина (персонаж) пользуется этим ножом на протяжении всей истории (4 эпизода)[источник не указан 101 день].